# Сафие-султан (дочь Мустафы II)
Сафие́-султан (тур. Safiye Sultan; осман. صفیہ سلطان‎; 1696, Эдирне — 15 мая 1778, Стамбул) — дочь султана Мустафы II и сестра султанов Махмуда I и Османа III. Сафие-султан прожила долгую жизнь, прожив 81 год и была замужем три или по другим данным четыре раза.

## Биография

### Ранние годы
Сафие-султан была дочерью султана Мустафы II, но имя её матери в источниках не называется. Дата её рождения во многих источниках указывается, как 1696 год.
В 1703 году в возрасте 7 лет Сафие-султан была обручена с Мактулзаде Али-пашой, который в то время занимал должность бейлербея Аданы. Мактулзаде Али-паша был сыном Мерзифонлу Кара Мустафы-паши, занимавшего пост великого визиря с 1676 по 1683 год. Церемония состоялась одновременно с обручением двух её сестёр Айше-султан и Эмине-султан, которые были ровесницами Сафие-султан.

### Первый брак
В мае 1710 года Сафие-султан вышла за Мактулзаде Али-пашу замуж. Несмотря на то, что жениху принадлежали несколько дворцов, которые он унаследовал от своего отца, свадебная процессия направилась во дворец Демиркапы. В этом дворце был заключён брак между Сафие-султан и Али-пашой. На церемонии среди гостей присутствовал её дядя султан Ахмед III, одевший на Али-пашу мех. Вскоре после свадьбы Али-паша был назначен на должность губернатора Диярбекира.
Среди детей супругов историки называют сына Баязид-бея и дочь Захиде-султан (ум. 1790), которая была женой Эльхач Сулейман-бея. Мактулзаде Али-паша скончался в 1723 году и Сафие-султан пробыла вдовой три года.

### Последующие браки
В 1726 году Сафие-султан во второй раз вышла замуж; её супругом стал Мирзазаде Мехмед-паша. Этот брак продлился два года и в 1728 году Мехмед-паша умер. Олдесрон писал, что её третьим мужем был некий Кара Мустафа-паша, брак с которым продлился до 1736 года, но дата заключения брака не известна.
Улучай ничего не упоминает об этом человеке, но согласно его версии третьим мужем для Сафие-султан стал Алаийели Абубакир-паша; этот брак датирован 1740 годом. У Олдерсона этот брак обозначен, как четвёртый брак для Сафие-султан, но возможно это неверно. Брак с Абубакиром-пашой продолжался в течение 19 лет и закончился его смертью в 1759 году.

### Последующие годы и смерть
После смерти своего супруга Сафие-султан больше не выходила замуж и прожила вдовой 19 лет. Сафие-султан скончалась 15 мая 1778 года в Стамбуле от последствий простуды в возрасте 81 года. Она была похоронена в мечети Сулеймание рядом с могилой своего предка султана Сулеймана I.

## Благотворительность
Сафие-султан занималась благотворительностью, она стала учредителем вакфа для мечети Айя-Софии, мечети Атик Валиде, мечети Фатиха и мечети Баезида. В 1729 году по её приказу около мечети Булгурлу в Ускюдаре был построен себиль.
Второй себиль был построен в Стамбуле, между Пашабахче и Тепекё; его строительство был завершено в 1780 году, спустя два года после смерти Сафие-султан.